# Орова вас
Орова вас (словен. Orova vas) је насељено место у општини Ползела, Савињска регија, Словенија.

## Историја
До територијалне реорганизације у Словенији била је у саставу старе општине Жалец.

## Становништво
У попису становништва из 2011. године, Орова вас је имала 109 становника.
| Број становника према пописима | Број становника према пописима | Број становника према пописима |
| ------------------------------ | ------------------------------ | ------------------------------ |
| 1991                           | 2002                           | 2011                           |
| 91                             | 98                             | 109                            |